# Guillermo García López
Guillermo García López (La Roda, Albacete, España, 4 de junio de 1983) es un exjugador profesional de tenis. 
En su carrera como profesional ha ganado 8 torneos ATP, 5 en individuales (Kitzbühel 2009, Bangkok 2010, Casablanca 2014, Zagreb 2015 y Bucarest 2015) y 3 en dobles (Doha 2010, Sao Paulo 2014 y Winston-Salem 2016); y ha llegado a 4 finales en singles (Eastbourne 2010, Bucarest 2013, San Petersburgo 2014 y Shenzhen 2015), y a 6 en dobles (Umag 2006, Bangkok 2009, Gstaad 2013, Stuttgart 2007 y 2014 y US Open 2016). Además, en dobles es finalista del Abierto de Estados Unidos y semifinalista del Open de Australia, en ambos formando pareja con Pablo Carreño Busta.
En 2013 participó con el Equipo español de Copa Davis ante Canadá en la primera ronda de ésta, y jugó su partido ante Milos Raonic en el que perdió por tres sets y que dio el pase a los canadienses a la siguiente fase. Participó en los Juegos Mediterráneos de Almería 2005 donde ganó la medalla de plata al perder la final ante el también español Nicolás Almagro por 2-6 y 5-7.
Llegó a estar el n.º 23 en febrero de 2011. En dobles, su ranking más alto fue el n.º 27 en mayo de 2017.
A lo largo de su carrera, ha sido capaz de ganar a grandes jugadores como Carlos Moyá, Andre Agassi, Andy Roddick, Rafael Nadal, David Ferrer, Andy Murray, Stanislas Wawrinka, Tomáš Berdych, Jo-Wilfried Tsonga, Marin Čilić o Fernando Verdasco.

## Vida personal
Su nombre completo es Guillermo García López. Comenzó a jugar tenis a los siete años. Su padre, Juan García Ballesteros, es profesor. Su madre, Paqui López Cuesta, es enfermera. Tiene un hermano menor, Juan. Su superficie favorita es la tierra batida y su mejor golpe es el revés detrás de la línea de base. Su mejor triunfo fue contra el n.º 5 Carlos Moyá en la primera ronda del Abierto de Australia 2005, donde ingresó en el Top 100 por primera vez en su carrera. Otra de sus mejores victorias fue sobre el n.º 1 del mundo Rafael Nadal en Bangkok en octubre de 2010. Preparador físico José María Castillo.

## Carrera

### 2002
Entrenado en Equelite JC Ferrero Sport Academy Guillermo empieza su formación jugando en torneos Futures, llegando a dos finales en España, y obteniendo un récord de 29-14. Termina el año en la posición 360 del Ranking ATP.

### 2003
El rodense debutó en la ATP en el Torneo de Valencia invitado como "wild card" perdiendo contra el propio Juan Carlos Ferrero. Alcanzó su primera final del Challenger en Sevilla (perdiendo ante Luis Horna) consiguiendo un registro de 11-9 en los Challengers. En los torneos Futures, se atribuyó un título, mientras que acabó como subcampeón en cuatro de ellos. Su registro en torneos de esta categoría fue de 23-16.

### 2004
El albaceteño se estrena en un Grand Slam en Roland Garros, alcanzando la segunda ronda (ganando a Matt Reid y cayendo ante Tommy Robredo). Llegó a la semifinal en el Torneo de Umag, derrotando a Victor Hanescu, Flávio Saretta, y Jiri Novak antes de caer ante Guillermo Cañas. Compilando un registro de 5-7 un récord alcanzado tras llegar a la final del Challenger de Roma, en el cual obtuvo un registro de 23-13 en estos torneos.

### 2005
Abrió la temporada al alcanzar su segund Semifinal en el Torneo de Chennai, derrotando a Dennis van Scheppingen, Adrián García y Michal Tabara antes de caer ante el eventual campeón Carlos Moya. Hizo su debut en el Abierto de Australia ganando por primera vez a un Top 10 a Carlos Moya n.º 5 de la ATP en ese momento. En este año Guille también debutaría en el Masters de Montecarlo cayendo ante Richard Gasquet. Alcanzó semifinales en el Torneo de Estoril, derrotando a Ivo Karlović, Joachim Johansson y Juan Antonio Marín antes de caer ante el eventual campeón Gastón Gaudio. Cosechó muy buenos resultados en el torneo de St. Poelten donde derrotó a Luis Horna, llegando a cuartos perdiendo frente Christophe Rochus. Con esta actuación, García López se clasificó por primera vez en su carrera hasta al n.º 70 del ranking ATP. Alcanzando la segunda ronda en cinco eventos consecutivos, incluyendo tres en hierba.

### 2006
Willy mejora de nuevo el cierre de su Ranking ATP, resaltado por unas semifinales y tres cuartos de final. También compiló un récord de 11-4 en el Challenger con un título. Avanzó a semifinales en el Torneo de Delray Beach ganando a André Agassi y perdiendo contra Xavier Malisse). En abril, llegó a cuartos de final en Valencia y en Estoril. En el Masters de Hamburgo, caería en segunda ronda derrotando a Mijaíl Yuzhny y cayendo contra Mario Ančić. También alcanzó la final en el Challenger de Lugano, y un mes más tarde consiguió el título Challenger en Scheveningen derrotando a Albert Montañés, título que también consiguió en dobles, junto con Navarro. Además firmó unos cuartos de final en el Torneo de Bucarest.

### 2007
El tenista manchego acaba en el Top 100 por tercer año consecutivo destacando sus tres de la cuartos de final en las distintas superficies (arcilla, hierba y pista dura). En febrero, avanzó hasta cuartos en Delray Beach contra el eventual ganador del torneo Xavier Malisse) y los siguientes meses, llegó a tercera ronda en el Masters 1000 de Indian Wells (ganando a Marcos Baghdatis y a Michael Ruse). En abril, llegó a cuartos en Estoril cayendo frente al eventual campeón Novak Djokovic). En Roland Garros, Guillermo fue capaz de derrotar en primera ronda a Tomáš Berdych en un gran partido por 7-5, 6-4, 6-4, pero posteriormente caería en segunda ronda frente a Juan Pablo Brzezicki. En hierba, firmó unos cuartos en Nottingham y llegó. En Wimbledon cayó en primera ronda ante Simone Bolelli.

### 2008
El de La Roda finaliza la temporada en el Top 70 por segunda vez. Abrió el año con unos cuartos en Chennai (perdiendo ante Rafael Nadal), y siguió con el Abierto de Australia cayendo en tercera ronda contra Jo-Wilfried Tsonga (eliminó a Juan Ignacio Chela y Alejandro Falla). En febrero, avanzó hasta semifinales en San José (perdiendo ante Andy Roddick). En Wimbledon, Willy consiguió llegar a tercera ronda con victorias sobre Izak van der Merwe, y Nicolás Almagro (perdiendo ante Rainer Schüttler). En julio, volvió a la arcilla en Gstaad, y avanzó hasta semifinales (perdiendo ante Igor Andreev). Después de una segunda ronda en el US Open (ganando a Dominik Hrbatý, y perdiendo ante Andreas Seppi), llegó a cuartos en el Torneo de Bucarest (perdiendo ante Carlos Moyá). Copiló un registro de 12-13 en pista dura, y de 7-8 en la arcilla. Obteniendo un beneficio personal de $ 405.030.

### 2009
Guillermo finaliza la temporada en el Top 50 por primera vez en su carrera, terminando el año colocándose el n.º 41 de la ATP, y ganando su primer título ATP World Tour en el Generali Open de Kitzbühel. En los primeros cuatro meses, Guille hizo cuartos en el Torneo de Johannesburgo (perdiendo ante Gil), en Delray Beach (perdiendo ante Korolev) y Houston (perdiendo ante Lleyton Hewitt). En Kitzbühel, en mayo, encadenó tres triunfos consecutivos sobre sus rivales cabezas de serie antes de derrotar al francés Julien Benneteau en la final por el título. Después, vinieron las semifinales en la hierba de Eastbourne (perdiendo contra el eventual campeón Dmitri Tursúnov). En agosto, derrotó al n.º 10 del mundo Fernando Verdasco en la primera ronda del Masters de Cincinnati. El albaceteño cerró la temporada con unos cuartos de final en Estocolmo (perdiendo ante Robin Söderling) y Valencia (derrotando en octavos a Gaël Monfils, y cayendo en cuartos frente a Nikolái Davydenko). Copilando unas marcas de 12-16 en pista dura, de 10-8 en tierra batida, y de 6-3 en hierba, obteniendo un total de $n.º 550.859 en premios.

### 2010
Por tercer año consecutivo, finaliza el año con un mejor ranking que el del año anterior, la posición 33 del ranking ATP, destacando que en el mes de octubre, obtuvo el mejor ranking de su carrera profesional, la posición 29.
"Este ha sido sin lugar a dudas la mejor temporada que Guillermo ha tenido”, nos comenta Juan Manuel Esparcia, entrenador y manager de Guille. "El comienzo de la temporada fue un poco difícil, y también el susto de la lesión en agosto, pero pudo superar muy bien estos retos y logramos nuestra mejor temporada" agregó.
A continuación enumero los acontecimientos más destacados de esta temporada:
Campeón en el Torneo de Bangkok, venciendo por primera vez en su carrera al número uno del momento: Rafael Nadal, y derrotando también a Michael Berrer, Florent Serra, Ernests Gulbis y Jarkko Nieminen (en la final).

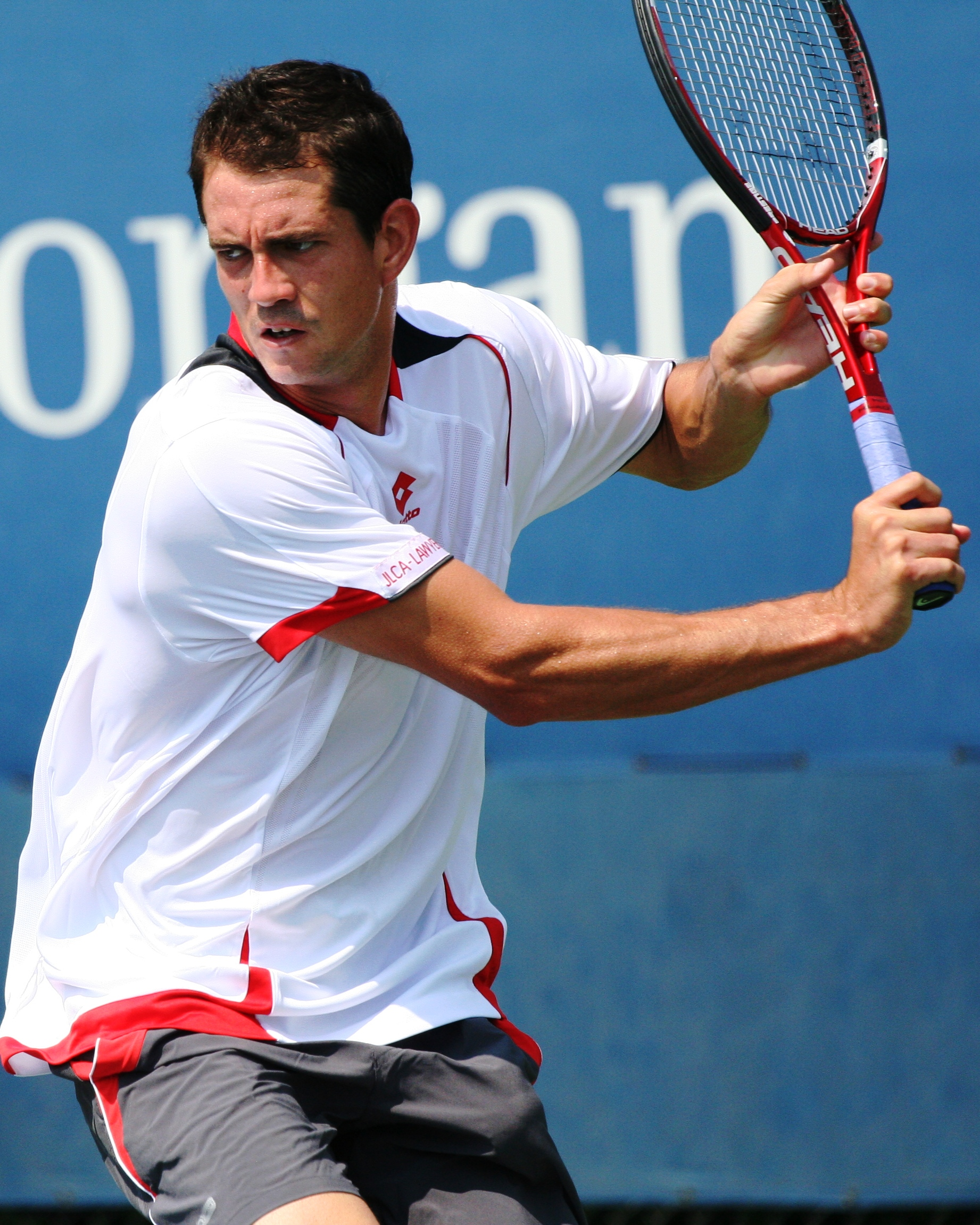
García López en el US Open 2010.

Finalista en el Torneo de Eastbourne, imponiéndose sobre Marc Gicquel, Fabio Fognini, Julien Benneteau, y Denis Istomin.
Semifinalista en el Torneo de Estoril, venciendo a Xavier Malisse, Leonardo Tavares y Alberto Martín.
Cuartofinalista en el Torneo de Casablanca, derrotando a Marcel Granollers; Torneo de Tokio en donde se impuso ante Rajeev Ram y Feliciano López, y en el Masters 1000 de Shanghái, venciendo al ex-número uno del mundo Andy Roddick, al número 7, Tomáš Berdych y a Eduardo Schwank.
Octavofinalista en el Masters de Indian Wells, derrotando al número 9 del mundo Marin Čilić (por un 7-6, 6-0), Lukas Lacko y Thomaz Bellucci; en el Torneo Conde de Godó, en donde venció a Christophe Rochus y Teimuraz Gabashvili; en el Masters de Roma imponiéndose sobre Juan Ignacio Chela, y al el ex-número 1 del mundo Lleyton Hewitt, en el Masters de Madrid, derrotando a Daniel Gimeno Traver y al número 10 del mundo Jo-Wilfried Tsonga; y en el Torneo de Stuttgart, en donde venció a Iván Navarro.
En modalidad de dobles, Guillermo se asocia con su compatriota Albert Montañés y juntos conquistan el título en el Torneo de Doha. También llegan a cuartos de final en Barcelona y Estoril.

### 2011
Su temporada comienza en el Torneo de Doha, donde realiza un gran torneo, llegando hasta cuartos de final, donde es eliminado en un vibrante partido (6-7 y 6-7) ante el tercer cabeza de serie, Jo-Wilfried Tsonga. En el Abierto de Australia llega hasta tercera ronda eliminando a Michael Berrer y Eduardo Schwank antes de caer con el que a la postre sería finalista Andy Murray.
En el primer ATP World Tour 500 en Róterdam es eliminado en primera ronda por Tomáš Berdych. En el Torneo de Zagreb llega hasta semifinales, donde es eliminado por Ivan Dodig, que a la postre sería campeón del torneo. Antes había eliminado a Luckas Lacko y a Alex Bogomolov Jr.. El 21 de febrero llega hasta el que ahora ha sido su mejor puesto en el ranking ATP, el número 23. Llega hasta tercera ronda en el Torneo de Houston donde elimina a Somdev Devvarman y cae ante Pablo Cuevas.
En el primer Masters 1000 de la temporada, el de Indian Wells llega como 22.º cabeza de serie, pero es eliminado en segunda ronda ante Ryan Harrison. También es eliminado del Masters de Miami en segunda ronda ante Kevin Anderson.
Con la llegada de la tierra batida, Willy mejora un poco, sus pobres resultados en pista dura. En el Masters de Montecarlo llega hasta segunda ronda donde es derrotado ante Richard Gasquet. En el Torneo Conde de Godó 2011 también es eliminado en segunda ronda ante el también español Feliciano López. En el Masters de Madrid derrota a Stanislas Wawrinka y a Thiemo de Bakker antes de caer ante el n.º 2 del mundo, Novak Djokovic. En el segundo Grand Slam del año, Willy llega hasta tercera ronda en Roland Garros (siendo su mejor actuación en el torneo parisino). Elimina a Robert Kendrick y a Marsel Ilhan (en un partido histórico) y cae derrotado ante Fabio Fognini.
Su temporada de hierba comienza en el Torneo de Eastbourne donde es eliminado por sorpresa por el indio Somdev Devvarman (a partir de ahí comenzaría a bajar puestos en el ranking y a rendir a un pobre nivel hasta el día de hoy). En Wimbledon es eliminado en segunda ronda por Karol Beck.
Completa un último tercio de temporada decepcionanate, cae segunda ronda en el Torneo de Hamburgo ante Julian Reister. En el US Open elimina en primera ronda a su compatriota Daniel Gimeno Traver en un partido disputadísimo, pero cae ante Gilles Simon en segunda ronda. En los últimos Masters 1000 de la temporada, Willy cae en segunda ronda de Shanghái y París ante Rafael Nadal y Jo-Wilfried Tsonga, respectivamente.
En el Torneo de Bangkok, donde defendía el título no ganó ni un solo partido al perder en segunda ronda ante Donald Young. En el último torneo disputado en casa, el de Valencia es eliminado en primera ronda por Nicolas Mahut.
Acabó la temporada en un decepcionante 65.º puesto cuando en febrero llegó a estar en el 23.er puesto.

### 2012
Probablemente la peor temporada de García López como profesional, por primera vez baja del Top 70 tras cuatro años, llegando incluso hasta caer a la 95.ª posición.
Su horrible temporada comenzaría en el Torneo de Doha eliminado en primera ronda a Pablo Andújar y cayendo en segunda a manos de Andreas Seppi. En el Torneo de Auckland consigue llegar a cuartos tras derrotar a Ígor Kunitsyn y Adrian Mannarino antes de caer ante su compatriota Fernando Verdasco. En el Abierto de Australia es vapuleado en primera ronda por el kazajo Mijaíl Kukushkin.
En el Torneo de Zagreb llega hasta segunda ronda, donde es eliminado por Ivan Dodig. En el Masters 1000 de Indian Wells (primero de la temporada) realiza un gran torneo. Derrotó a Rui Machado en primera ronda y en segunda ronda consiguió una de las victorias más importantes de su carrera al vencer al n.º 4 del mundo y actual n.º , Andy Murray en sets corridos (4-6 y 2-6). Sin embargo cayó derrotado en la tercera ronda ante Ryan Harrison. En el Masters de Miami llegó a segunda ronda tras derrotar a Rajeev Ram, pero cayó ante Viktor Troicki.
Comenzó su temporada en tierra batida, en el Torneo de Casablanca donde llegó hasta cuartos de final tras derrotar a Fabio Fognini y Paul-Henri Mathieu, pero cayó en dicha ronda ante Igor Andreev. En el Conde de Godó es eliminaod por Nadal en segunda ronda. Disputó su primer Masters 1000 de tierra batida, en Madrid, donde cayó en segunda ronda ante Gilles Simon, después de haber eliminado a Marcos Baghdatis, en el de Roma fue también eliminado en la misma ronda y por el mismo contrincante. En Roland Garros (segundo Grand Slam) cae en primera ronda ante Michael Llodra.
Comenzó su preparación para Wimbledon en el Torneo de Queen's Club donde es eliminado por Nicolas Mahut en primera ronda. En Wimbledon llegó a segunda ronda tras ganar a Edouard Roger-Vasselin pero cayó en dicha ronda ante el francés Jo-Wilfried Tsonga.
Llegó hasta las semifinales del Torneo de Stuttgart, tras vencer a Rubén Ramírez Hidalgo, Pablo Andújar y Dustin Brown pero perdió ante Juan Mónaco por 3-6, 6-3 y 5-7 y no pudo llegar a la final. En el US Open, logró una heroica victoria en la primera ronda ante Juan Mónaco tras ir perdiendo dos sets abajo y en el tercero ir 4-2 y 40-15 en contra con servicio para el argentino, pero sin embargo Willy se rehízo y ganó 3-6, 1-6, 6-4, 7-6 y 7-6 en cinco horas. Cayó en segunda ronda ante Fabio Fognini. Fue cuartofinalista en el Torneo de San Petersburgo donde fue derrotado por Mijaíl Yuzhny. En el último Masters 1000 de la temporada, el de París fue eliminado en primera ronda por Jeremy Chardy.
Finalmente acabó el año en la posición 76 del ranking ATP.

### 2013
Tras su mala temporada anterior, Guille se rehízo y volvió a encontrar su mejor tenis.
No comenzaría bien su temporada, ya que en el Torneo de Doha, fue eliminado en primera ronda por Lukas Lacko. También en el primer Grand Slam de la temporada, el Abierto de Australia cayó en primera ronda ante el estadounidense Rajeev Ram.
A finales de enero, fue llamado por Àlex Corretja, para participar con el Equipo español de Copa Davis en la primera ronda de ésta ante Canadá, del 1 al 3 de febrero. En principio no iba a jugar, pero tras el cansancio acumulado por Marcel Granollers, Corretja le dio la oportunidad de debutar en el partido clave ante Milos Raonic. García López no pudo evitar la derrota ante el cañonero en sets corridos: 6-3, 6-4 y 6-2, y no pudo evitar que Canadá pasará a la siguiente fase y España quedará apeada en primera ronda, y tener que jugarse la permanencia en el Grupo Mundial en septiembre ante Ucrania.
En el Torneo de Buenos Aires caería eliminado en primera ronda por Fabio Fognini. En el primer Masters 1000 del año, el de Indian Wells, Willy no participaría por no clasificarse, lo mismo que le pasó en el de Miami.
Comenzaría su temporada de tierra batida, en el Torneo de Casablanca jugando un buen tenis, eliminado a Daniel Gimeno Traver y Edouard Roger-Vasselin y cayendo en cuartos ante el primer cabeza de serie, Stanislas Wawrinka. Realizaría un enorme Torneo de Bucarest, donde en primera ronda eliminó a Horacio Zeballos en primera ronda, a Sergiy Stajovski en segunda, al primer cabeza de serie Janko Tipsarević en cuartos y a Florian Mayer en semifinales. En la final se enfrentaría al checo Lukáš Rosol y no pudo alzarse con su tercer título tras perder 6-3 y 6-2. En el Masters de Madrid perdería en primera ronda ante John Isner. En Roland Garros sería apeado en la primera fase tras caer ante el estadounidense Jack Sock.
Su temporada en hierba comenzó en el Torneo de Queen's Club donde fue apeado en primera fase por Xavier Malisse. Sin embargo en el Torneo de 's Hertogenbosch llegaría a semifinales tras derrotar a Victor Hanescu, Daniel Brands y Jan Hernych, pero en dicha ronda caería ante el segundo cabeza de serie, Stanislas Wawrinka. Tras sus buenos resultados, se preveía que podía hacer un gran Wimbledon, pero no fue así y quedó apeado en primera ronda por Dustin Brown por un triple 6-3, un jugador que tuvo que jugar la clasificación para llegar hasta el tercer Grand Slam del año.
Posteriormente disputó cuatro torneos de tierra batida, cayó eliminado en segunda ronda del Torneo de Bastadante Nicolás Almagro por 6-3, 1-6 y 1-6, cuando en primera ronda había eliminado a Jan Hájek. En el Torneo de Hamburgo eliminó a Daniel Gimeno y Mijaíl Yuzhny en primera y segunda ronda, antes de caer en tercera de nuevo ante Almagro esta vez por un más contundente 2-6 y 3-6. Juan Mónaco le eliminó en segunda ronda del Torneo de Gstaad. En Kitzbühel, caería en segunda ronda ante Fernando Verdasco, antes de haber vencido a Thomaz Bellucci.
Disputó el Torneo de Winston-Salem como preparación para el US Open. En primera ronda venció a Grega Žemlja pero en segunda cayó ante el sexto cabeza de serie, el estadounidense Sam Querrey por 6-4, 3-6 y 4-6. Ya en el US Open, se enfrentó ante el campeón en 2009, el argentino Juan Martín del Potro en primera ronda, en el que era el primer enfrentamineto entre ambos. El argentino derrotó al español por 6-3, 6-7, 6-4 y 7-6 en un partido igualadísimo. Tras este resultado García López caería eliminado en primera ronda de todos los Grand Slams de la temporada.
Tras el torneo americano hizo un enorme torneo en San Petersburgo llegando a su segunda final del año. En primera ronda derrotó a Mijaíl Biriukov, en segunda al segundo cabeza de serie y local Mijaíl Yuzhny, en tercera al uzbeko Denis Istomin y en semifinales al portugués Joao Sousa. En la final se enfrentó al letón Ernests Gulbis, comenzando ganando el primer set por 3-6 y ganando el segundo 1-4, pero sin embargo a partir de ahí no ganó ni un juego más y cayó por 3-6, 6-4 y 6-0 en una hora y media. Tras su gran Torneo, Willy ascendió a la 61.ª posición del ranking ATP siendo su recuperación un hecho real tras un desastroso año 2012.
Su próxima parada fue el Torneo de Estocolmo, donde en primera ronda venció al alemán Nils Langer aunque cayó en segunda ante el n.º 15 del mundo el polaco Jerzy Janowicz en poco más de media hora (2-6, 1-6). Recibió una wild-car para el Valencia Open 500, aunque solo duró hora y veinte en el torneo de su país tras perder en primera ronda ante el portugués João Sousa por 6-3 y 7-5.

### 2014
Arrancó la temporada disputando el Torneo de Chennai. Venció en primera ronda al ruso Oleksandr Nedovyesov por 7-5 y 6-0, pero en segunda ronda cayó ante el francés Benoît Paire por tanteo de 1-6 y 4-6. Luego jugó el Torneo de Auckland donde sorprendió al octavo cabeza de serie, el holandés Robin Haase ganándole por 4-6, 7-5 y 7-6 (4); en segunda ronda se deshizo del colombiano Santiago Giraldo por 6-7 (7), 6-2 y 6-3; cayendo en cuartos de final en un partido muy apretado ante el n.º 3 del mundo y actual campeón en Auckland, David Ferrer por parciales de 6-3, 5-7 y 6-4.
Así llegó al primer Grand Slam del año, el Abierto de Australia 2014. En primera ronda sorprendió al vencer al cabeza de serie n.º 2 y ex n.º 2 del mundo Tommy Haas por 7-5, 5-2 y retiro del alemán, siendo el primer tenista de la edición que eliminaba a un cabeza de serie. En segunda ronda cayó ante el francés Édouard Roger-Vasselin por parciales de 7-6, 6-4, 4-6 y 6-1 en un partido atractivo. En dobles se asoció con su compatriota Pablo Carreño y ambos realizaron una gran actuación llegando hasta la tercera ronda, donde fueron eliminados por la pareja formada por los locales Alex Bolt y Andrew Whittington. Tras esto ascendió a la posición n.º 56 en individuales y a la n.º 168 en dobles.
Luego se marchó a Sudamérica para disputar la gira latinoamericana de Oro sobre arcilla. Su primer torneo de esta serie fue el de Viña del Mar. En primera ronda derrotó al alemán Julian Reister por 3-6, 6-4 y 6-4. En segunda ronda derrotó tras una remontada histórica al italiano Paolo Lorenzi. Perdió el primer set por 3-6, en el segundo caía 3-5 y 0-30, pero fue capaz de ganarlo por 7-5. En el último y definitivo set perdía por 1-4 y saque de su rival, pero finalmente logró lo imposible y se llevó el set por 6-4, acabando el partido en parciales de 3-6, 7-5 y 6-4. En cuartos de final vivió el lado opuesto. Ganó el primer set a Santiago Giraldo por 6-3, pero cayó en los dos siguientes por 4-6 y 2-6, realizando otro gran torneo. Luego cayó sorprendentemente ante Guido Pella en primera ronda del Torneo de Buenos Aires por 7-6(4) y 6-4. También cayó a las primeras de cambio en el Rio Open 500 ante el eslovaco Martin Klizan por 4-6, 6-4 y 6-7(4).
Tras otro durísimo e intenso partido, Guillermo García López y el austriaco Philipp Oswald se proclamaron campeones de dobles del Abierto de Sao Paulo en Brasil tras imponerse en la final a los segundos cabezas de serie del torneo, los colombianos Robert Farah y Juan Sebastián Cabal, por 5-7, 7-6 y 15-13. El partido, muy parecido a todos los disputados en este torneo, ha sido muy igualado en todo momento y en esta ocasión la suerte estuvo del lado del español y el austríaco, que nuevamente resolvieron la contienda en el desempate final, donde ambas pareja tuvieron tres bolas de partido. Para ganar en Sao Paulo, Guillermo García López y Philipp Oswald tuvieron que vencer a las dos parejas primeras cabezas de serie, pues en primera ronda sorprendieron al brasileño Bruno Soares y al austríaco Alexander Peya. Esta victoria supuso el segundo título de dobles del rodense en el circuito.
Tras perder tres partidos de individuales seguidos y no disputar el primer Masters 1000 del año, Indian Wells, disputó el Masters de Miami. En primera ronda cortó su mala racha venciendo al local Bradley Klahn por 6-1, 1-6 y 6-4. En segunda ronda dio una de las sorpresas al derrotar al cabeza de serie n.º 23 Gaël Monfils por 6-2 y 7-5 alcanzando así la imponente cifra de 200 victorias. Caería finalmente ante Raonic por 6-1 y 6-2 en la siguiente ronda.
En el mes de abril Guillermo García López conquistó el Torneo de Casablanca disputado en Marruecos, de categoría ATP World Tour 250 y que se celebró en tierra batida, después de superar a su compatriota Marcel Granollers en una apretada final en la que fue capaz de remontar un primer set en contra (5-7, 6-4, 6-3) para alzarse con el tercer torneo ATP de su carrera el 13 de abril, Domingo de Ramos. Anteriormente había dejado en la cuneta, al cuarto cabeza de serie Benoît Paire. Su buena racha no acabó ahí, ya que logró llegar a cuartos de final en el Masters de Montecarlo. Tras batir en primera ronda sin problemas a Benjamin Balleret, vapuleó a Aleksandr Dolgopólov en segunda por 6-1 y 7-5 y al n.º 5 del mundo Tomáš Berdych en tercera ronda por parciales de 4-6, 6-3 y 6-1. Estuvo a punto de dar la gran campanada en cuartos de final ante Novak Djokovic pero cayó en un partido muy apretado por 4-6, 6-3 y 6-1. Tras estos grandes resultados subió desde la posición n.º 53 en el ranking hasta la n.º 32.
Luego jugó en Oeiras como cabeza de serie n.º 4, quedando libre de jugar la primera ronda tras muchos años, sin embargo cayó en la segunda ronda ante el local Gastão Elias. En el Masters de Madrid ganó a su compatriota Pablo Andújar en primera ronda, cayendo luego ante Kei Nishikori, posterior finalista por 6-3 y 6-1.
Con poca preparación llegó a Roland Garros, donde iba a dar la sorpresa. En primera ronda rompió todas las quinielas ganando a Stanislas Wawrinka (n.º 4 del mundo y ganador del Open Australia) por 6-4, 5-7, 6-2 y 6-0. Posteriormente avanzaría a la cuarta ronda (su mejor resultado en París y de Grand Slam) tras deshacerse de Adrian Mannarino y Donald Young. En cuarta ronda no pudo hacer nada ante el ídolo local Gaël Monfils cayendo por 6-0, 6-2 y 7-5.
Su temporada de césped no sería buena, ya que cayó en primera ronda de Eastbourne en manos de Denis Istomin y en primera de Wimbledon ante Dušan Lajović, siendo el preclasificado n.º 29, tras tres años sin ser cabeza de serie en un Grand Slam.
Fue vicecampeón con Philipp Oswald en la final de Stuttgart (p. con Kowalczyk-Sitak 10-7 en el súper tie-break). Su temporada de polvo de ladrillo de verano tampoco fue buena, siendo su mejor resultado los cuartos en Stuttgart (perdiendo con Roberto Bautista).
Cortó una racha negativa de derrotas en primera ronda (Hamburgo, Gstaad, Cincinnati y Toronto) llegando a los cuartos de final en Winston-Salem (perdiendo ante Sam Querrey).
Como favorito n.º 28, batió a Yen-Hsun Lu antes de caer ante Sam Querrey en segunda ronda del US Open.
Su final de campaña fue horroroso, perdiendo hasta cinco partidos de manera consecutiva, todos los de primera ronda en Pekín, Shanghái, Viena, Valencia y Paris-Bercy, para finalizar finalmente con marcas de 25-26. Pese a su irregularidad desde mitad de temporada, fue un buen año para Willy, ya que pudo volver de nuevo al Top 40, acabando el año en el puesto n.º 36.

### 2015
Comienza de nuevo el año diputando el Aircel Chennai Open. En primera ronda vence al ruso Yevgueni Donskói por un ajustado 6-7, 6-2 y 6-3. En segunda ronda se deshace del japonés Tatsuma Ito por 6-7, 6-2 y 6-0. Cae en cuartos de final ante el esloveno y posterior finalista, Aljaz Bedene por 6-2, 3-6 y 2-6. Luego juega el Torneo de Auckland donde cae sorprendentemente en primera ronda ante el desconocido argentino Diego Schwartzman por 6-2, 4-6 y 6-1.
Con esta preparación llega al primer grande del año, el Open de Australia. En primera ronda vence al alemán Peter Gojowczyk por 6-7, 7-5, 6-4, 1-0 y retirada de este. En segunda ronda vapulea al colombiano Alejandro González por 6-1, 6-3 y 6-3. En tercera ronda gana de nuevo con facilidad al joven canadiense Vasek Pospisil por 6-2 y un doble 6-4, para igualar de nuevo los octavos de final que hizo en Roland Garros 2014 y mejorar su registro en Australia. En la cuarta ronda perdería ante Stan Wawrinka en un ajustadísimo 7-6, 6-4, 4-6 y 7-6.
Luego competiría en la gira europea de indoors. Comenzaría su andadura en Zagreb como tercer cabeza de serie, quedando exhtento de la primera ronda. En la segunda ronda aporrea a Damir Dzumhur por un doble 6-1. En cuartos de final gana en un ajustado partido al serbio Viktor Troicki por 6-1, 6-7 (5) y 7-5. En semifinales supera al chipriota Marcos Baghdatis por un doble 6-4, llegando así a su séptima final ATP. El domingo, 8 de febrero, conquista su cuarto título profesional al ganar en la final del PBZ Zagreb Indoors al italiano Andreas Seppi por 7-6(4) y 6-3, volviendo así de nuevo al Top 30 (27.º) y colocándose cerca de su mejor ranking. Apenas días después, debuta en el Torneo de Róterdam, de categoría 500, y lo hace ganando en primera ronda al uzbeko Denis Istomin. En segunda ronda cayó en un trepidante partido ante Stan Wawrinka por 6-7(1), 6-4 y 6-2. Después de esto se dio un merecido descanso para reaparecer ya en el Torneo de Dubái, donde cayó ante su compatriota Fernando Verdasco en sets corridos.
Comienza su gira por norteamericana en el Masters de Indian Wells. Pasa la primera ronda al ser cabeza de serie, pero en segunda ronda cae por sorpresa ante la joven promesa Thanasi Kokkinakis en tres sets. Luego llega a Miami, donde mejora sus prestaciones. En segunda ronda bate a Jan-Lennard Struff por un doble 6-4, pero cae en la tercera ante el argentino Juan Mónaco por 6-4, 7-5.
Comienza su temporada de arcilla en Casablanca, donde defendía el título del año anterior como primer cabeza de serie. Sin embargo, en la segunda ronda se vio superado por el gran juego del local Lamine Ouahab perdiendo por un claro 3-6, 3-6. Su siguiente parada sería el Torneo de Bucarest, donde llegaba como 5.º preclasificado. En primera ronda derrota claramente al italiano Lorenzo Giustino por 6-2 y 6-0. En segunda ronda gana su segundo partido del año a Marcos Baghdatis por 7-5, 6-2. En cuartos de final vence al checo Lukáš Rosol por 6-4 y 7-6(7) en un partido tenso, en el que ambos no se dieron la mano en la red. En semifinales bate al galo y segundo cabeza de serie Gaël Monfils (6-7(2), 6-4 y 6-2) para llegar a su segunda final del año. Completaría su gran semana ganando su quinto título como profesional (segundo en una misma campaña, siendo la primera vez que lo consigue) al checo Jiří Veselý en un emocionante partido por parciales de 7-6(5) y 7-6(11), tras más de dos horas y tras salvar dos bolas de set en el primero con 5-4 y 40/15 para Veselý. Dos días después comenzó su participación en el nuevo Torneo de Estoril venciendo a Roberto Carballés por un doble 6-2. En segunda ronda derrotó al cabeza de serie sudafricano Kevin Anderson por 6-4, 3-6 y 6-1. Siguió con su buen momento derrotando en los cuartos de final al joven prometedor Borna Ćorić por 6-3 y 7-6(4). No pudo pasar de semifinales, tras perder ante Richard Gasquet (posterior campeón) por un ajustadísimo 6-3, 2-6 y 6-7(1), demostrando un gran nivel también en Portugal.
Sin apenas descanso, disputó el torneo de casa, el Masters de Madrid 2015, donde debido al cansancio perdió en primera ronda ante el también español Fernando Verdasco por 4-6, 6-2 y 6-3. Tras una merecida semana de descanso participó por primera vez en el Masters de Roma tras cuatro años. Siguió con su buen momento tras derrotar en primera ronda al n.º 9 del mundo Marin Čilić por 6-4 y 6-3. Con idéntico resultado derrotaría a Aleksandr Dolgopólov en segunda ronda. En tercera ronda cayó ante su compatriota y amigo David Ferrer por un claro 6-1 y 6-3.
Como preclasificado n.º 28 llegó a uno de sus grandes objetivos del año, Roland Garros. Sin embargo, el español fue una de las sorpresas por parte negativa. Se preveía que realizara un gran torneo tras su cuarta ronda el año pasado, y su gran gira de tierra durante ese año, pero sin embargo, en primera ronda se vio sorprendido por Steve Johnson que le ganó por 6-3, 6-3, 6-7(1), 3-6 y 6-3, en casi cuatro horas. Esto le supuso a Guillermo una pérdida de 180 puntos y la bajada hasta el puesto n.º 34.
Comenzó su gira de césped en el Torneo de 's-Hertogenbosch 2015, como cuarto preclasificado. Pasó sin jugar la primera ronda al ser cabeza de serie, pero cayó en segunda ronda ante el desconocido rumano Marius Copil por 7-6(5) y 6-4. Luego disputó el ATP 500 de Queen's donde recuperó su mejor nivel. En primera ronda derrotó a su compatriota Pablo Andújar por 7-6(3) y 6-2. En segunda ronda se deshizo de Dolgópolov (por segunda vez en apenas un mes y que venía de ganar a Rafael Nadal) por un claro 6-3 y 7-6(4). En cuartos de final se despidió tras perder ante el sudafricano y posterior finalista Kevin Anderson por 7-6(7) y 7-5. Llegó a Wimbledon en un gran estado de forma y como preclasificado n.º 31. En primera ronda le tocó Pablo Andújar, que llegaba sin ganar un partido en su historia sobre césped y al que ya derrotó en Queen´s. Sin embargo, las cosas cambiarían y Andújar se llevó el partido por 6-3, 4-6, 6-3, 5-7, 4-6. Guillermo desaprovechó una bola de partido en el cuarto set. Tras esto se retiró del dobles en el que competía con Malek Jaziri y se perdió varios torneos debido a una lesión en el muslo.
García López reapareció en el ATP 500 de Hamburgo. Sin embargo, en primera ronda y cuando ganaba por 2-1 al joven Jaume Munar se tuvo que retirar debido a nuevas molestias en el muslo.
Se perdió los Masters de Montreal y Cincinnati y reapareció ya en Winston-Salem pasando sin jugar la primera ronda, debido a su condición de cabeza de serie. Én segunda ronda y debido a la larga inactividad, cayó ante Yen-hsun Lu por un doble 6-3. Ya recuperado del todo y como preclasificado n.º 29 llegó al US Open, último grande de la temporada. En primera ronda derrotó con mucho sufrimiento al ex n.º 10 del mundo Janko Tipsarević por 7-6(4), 4-6, 4-6, 6-3 y 6-1. En segunda ronda ganó mucho más cómodo al francés Nicolas Mahut por 6-4, 6-2, 6-7(4), 6-1. En tercera ronda se cruzó con el n.º 6 del mundo Tomáš Berdych y cayó por 7-6(2), 6-7(7), 3-6, 3-6 en un gran partido.
Antes de poner rumbo a la gira asiática, García López disputó el ATP 250 de Metz sobre pista rápida en pista cubierta. Llegó como clasificado n.º 4 y debido a eso, quedó exento en primera ronda. En segunda ronda remontó para ganar al local Pierre-Hugues Herbert por 4-6, 6-2 y 6-4. En cuartos de final se vio remontado por Martin Kližan (4-6, 6-3 y 7-6(4)) en un grandioso y extraordinario encuentro de tenis.
Comenzó su gira asiática en el Torneo de Shenzhen al que llegó también como cuarto favorito y se libró de disputar la primera ronda. Ya en segunda ronda ganó por la vía fácil al checo Lukáš Rosol por 6-4 y 6-3. Pasa a las semifinales sin jugar, debido a la retirada del francés Adrian Mannarino antes del partido. En semifinales, con un día de retraso, remonta al n.º 14 Marin Čilić para ganarle por 1-6, 7-5 y 6-3 y llegar a la tercera final del año, hecho que nunca antes había logrado. No pudo rematar la faena con un nuevo título, tras caer en la final, disputada el lunes ante el checo n.º 5 del mundo y primer cabeza de serie Tomáš Berdych por 6-3 y 7-6(7). Luego de su gran actuación en Shenzhen y sin apenas descanso (debido a que la final se jugó el lunes), jugó el Torneo de Pekín, donde cayó en primera ronda ante el bombardero Ivo Karlović por 5-7, 6-7(1). Guillermo llegaba en buena forma al Masters de Shanghái, pero tuvo la mala suerte de cruzarse en primera ronda con otro tenista que se encontraba en el mejor momento de su carrera, el español Roberto Bautista con el que cayó por 2-6 y 3-6.
García López comenzó su gira europea en pista cubierta de final de temporada en el ATP 500 de Viena. En primera ronda superó al colombiano Santiago Giraldo por un claro 6-4, 6-3. En segunda ronda chocó con su compatriota David Ferrer con el que cayó por un doble 6-1. Siguió con su gira, en casa, en el Torneo de Valencia. En primera ronda superó por primera vez en la temporada a Fernando Verdasco por 6-3, 3-6 y 6-3. En segunda ronda venció a Taro Daniel por 6-3 y 6-4. Se despidió en cuartos ante Steve Johnson, que venía de ser finalista en Viena, por un tanteador de 5-7, 4-6. Cerró su temporada en el Masters de París cayendo en primera ronda ante Lukáš Rosol (su primera victoria ante Guillermo de la temporada) por 2-6, 6-2 y 3-6.
Guillermo cerró de esta manera su mejor temporada como profesional, con dos títulos, tres finales, ubicado por primera vez en el Top 30 a finales de temporada (n.º 27), con un récord de 31-25 y con la mayor cantidad de dinero ganada en un año: $949 399.
Después de varias temporadas marcadas por altibajos físicos que le impedían hacer una carrera espectacular, se retiró el 28 de diciembre de 2021, poniendo fin a 20 años de carrera profesional.

## Títulos de Grand Slam

### Finalista en Dobles (1)
| Año  | Torneo             | Pareja        | Oponentes                 | Resultado |
| 2016 | Abierto de EE. UU. | Pablo Carreño | Jamie Murray Bruno Soares | 2-6, 3-6  |

## Títulos ATP (8; 5+3)

### Individuales (5)
| Leyenda                         |
| ------------------------------- |
| Grand Slam (0)                  |
| ATP World Tour Finals (0)       |
| ATP World Tour Masters 1000 (0) |
| ATP World Tour 500 (0)          |
| ATP World Tour 250 (5)          |

| N.º | Fecha                | Torneo     | Superficie    | Oponente en la final | Resultado        |
| --- | -------------------- | ---------- | ------------- | -------------------- | ---------------- |
| 1.  | 23 de mayo de 2009   | Kitzbühel  | Tierra batida | Julien Benneteau     | 3-6, 7-6(1), 6-3 |
| 2.  | 3 de octubre de 2010 | Bangkok    | Dura (i)      | Jarkko Nieminen      | 6-4, 3-6, 6-4    |
| 3.  | 13 de abril de 2014  | Casablanca | Tierra batida | Marcel Granollers    | 5-7, 6-4, 6-3    |
| 4.  | 8 de febrero de 2015 | Zagreb     | Dura (i)      | Andreas Seppi        | 7-6(4), 6-3      |
| 5.  | 26 de abril de 2015  | Bucarest   | Tierra batida | Jiří Veselý          | 7-6(5), 7-6(11)  |

#### Finalista (4)
| N.º | Fecha                    | Torneo          | Superficie    | Oponente en la final | Resultado     |
| --- | ------------------------ | --------------- | ------------- | -------------------- | ------------- |
| 1.  | 14 de junio de 2010      | Eastbourne      | Hierba        | Michaël Llodra       | 5-7, 2-6      |
| 2.  | 28 de abril de 2013      | Bucarest        | Tierra batida | Lukáš Rosol          | 3-6, 2-6      |
| 3.  | 22 de septiembre de 2013 | San Petersburgo | Dura (i)      | Ernests Gulbis       | 6-3, 4-6, 0-6 |
| 4.  | 5 de octubre de 2015     | Shenzhen        | Dura          | Tomáš Berdych        | 3-6, 6-7(7)   |

### Dobles (3)
| Leyenda                         |
| ------------------------------- |
| Grand Slam (0)                  |
| ATP World Tour Finals (0)       |
| ATP World Tour Masters 1000 (0) |
| ATP World Tour 500 (0)          |
| ATP World Tour 250 (3)          |

| N.º | Fecha                | Torneo        | Superficie    | Pareja          | Oponentes en la final             | Resultado           |
| --- | -------------------- | ------------- | ------------- | --------------- | --------------------------------- | ------------------- |
| 1.  | 8 de enero de 2010   | Doha          | Dura          | Albert Montañés | František Čermák Michal Mertiňák  | 6-4, 7-5            |
| 2.  | 2 de marzo de 2014   | Sao Paulo     | Tierra batida | Philipp Oswald  | Juan Sebastián Cabal Robert Farah | 5-7, 6-4, [15-13]   |
| 3.  | 27 de agosto de 2016 | Winston-Salem | Dura          | Henri Kontinen  | Andre Begemann Leander Paes       | 4-6, 7-6(6), [10-8] |

#### Finalista (6)
| N.º | Fecha                    | Torneo            | Superficie    | Pareja            | Oponentes en la final         | Resultado        |
| --- | ------------------------ | ----------------- | ------------- | ----------------- | ----------------------------- | ---------------- |
| 1.  | 30 de julio de 2006      | Umag              | Tierra        | Albert Portas     | Jaroslav Levinský David Škoch | 4-6, 4-6         |
| 2.  | 22 de julio de 2007      | Stuttgart         | Tierra batida | Fernando Verdasco | František Čermák Leoš Friedl  | 4-6, 4-6         |
| 3.  | 4 de noviembre de 2009   | Bangkok           | Dura (i)      | Mischa Zverev     | Eric Butorac Rajeev Ram       | 6-7(4), 3-6      |
| 4.  | 28 de agosto de 2013     | Gstaad            | Tierra batida | Pablo Andújar     | John Peers Jamie Murray       | 3-6, 4-6         |
| 5.  | 12 de julio de 2014      | Stuttgart         | Tierra batida | Philipp Oswald    | Mateusz Kowalczyk Artem Sitak | 6-2, 1-6, [7-10] |
| 6.  | 10 de septiembre de 2016 | Abierto de EE.UU. | Dura          | Pablo Carreño     | Jamie Murray Bruno Soares     | 2-6, 3-6         |

## Clasificación histórica
| Torneos de Grand Slam                                                                                               |      |              |              |              |      |              |              |              |       |              |              |              |      |              |              |         |        |
| Torneo | 2004 | 2005         | 2006         | 2007         | 2008 | 2009         | 2010         | 2011         | 2012  | 2013         | 2014         | 2015         | 2016 | 2017         | 2018         | Títulos | G-P    |
| Australian Open | A    | 2R*          | 2R           | 2R           | 3R   | 2R           | 1R           | 3R           | 1R    | 1R           | 2R           | 4R           | 3R   | 1R           | 2R           | 0       | 17-13* |
| Roland Garros | 2R*  | 1R           | 1R           | 2R           | 2R   | 1R           | 2R           | 3R           | 1R    | 1R           | 4R           | 1R           | 2R   | 3R           | 2R           | 0       | 15-14* |
| Wimbledon | A    | 2R           | 2R           | 1R           | 3R   | 2R           | 1R           | 2R           | 2R    | 1R           | 1R           | 1R           | 1R   | A            |              | 0       | 7-12   |
| US Open | A    | 1R           | 1R           | 1R           | 2R   | 2R           | 2R           | 2R           | 2R    | 1R           | 2R           | 3R           | 1R   | A            |              | 0       | 8-12   |
| Total | 3-1* | 5-4*         | 2-4          | 2-4          | 6-4  | 3-4          | 2-4          | 6-4          | 2-4   | 0-4          | 5-4          | 5-4          | 3-4  | 2-2          | 0            | 47-51*  |        |
| ATP World Tour Finals                                                                                               | 2004 | 2005         | 2006         | 2007         | 2008 | 2009         | 2010         | 2011         | 2012  | 2013         | 2014         | 2015         | 2016 | 2017         | 2018         | Títulos | G-P    |
| World Tour Finals                                                                                                   | -    | -            | -            | -            | -    | -            | -            | -            | -     | -            | -            | -            | -    | -            |              | 0       | 0-0    |
| Total | 0    | 0            | 0            | 0            | 0    | 0            | 0            | 0            | 0     | 0            | 0            | 0            | 0    | 0            | 0            | 0       | 0-0    |
| Juegos Olímpicos | 2004 | 2005         | 2006         | 2007         | 2008 | 2009         | 2010         | 2011         | 2012  | 2013         | 2014         | 2015         | 2016 | 2017         | 2018         | Títulos | G-P    |
| Juegos Olímpicos | A    | No disputado | No disputado | No disputado | A    | No disputado | No disputado | No disputado | A     | No disputado | No disputado | No disputado | A    | No disputado | No disputado | 0       | 0-0    |
| Total | 0    | 0            | 0            | 0            | 0    | 0            | 0            | 0            | 0     | 0            | 0            | 0            | 0    | 0            | 0            | 0-0     |        |
| Torneo | 2004 | 2005         | 2006         | 2007         | 2008 | 2009         | 2010         | 2011         | 2012  | 2013         | 2014         | 2015         | 2016 | 2017         | 2018         | Títulos | G-P    |
| Indian Wells | A    | A            | A            | 3R           | 2R   | 1R           | 4R           | 2R           | 3R    | A            | A            | 2R           | 2R   | 1R           |              | 0       | 9-9    |
| Miami | A    | A            | A            | 2R           | 1R   | 1R           | 2R           | 2R           | 2R    | A            | 3R           | 3R           | 2R   | A            |              | 0       | 6-9    |
| Montecarlo | A    | 1R*          | A            | 3R           | Q1*  | A            | 1R           | 2R           | A     | A            | CF           | A            | 2R   | 1R*          |              | 0       | 11-8*  |
| Madrid | A    | A            | 2R*          | 1R*          | A    | 1R           | 3R           | 3R           | 2R    | 1R           | 2R           | 1R           | 1R   | 1R           |              | 0       | 11-11* |
| Roma | A    | A            | A            | A            | A    | Q1*          | 3R           | 1R           | 2R*   | A            | A            | 3R           | 2R   | A            |              | 0       | 8-6*   |
| Canadá | A    | A            | A            | A            | A    | 1R           | A            | A            | A     | A            | 1R           | A            | A    | A            |              | 0       | 0-2    |
| Cincinnati | A    | A            | A            | Q1*          | A    | 3R           | A            | 1R           | A     | A            | 1R           | A            | A    | A            |              | 0       | 2-4*   |
| Shanghái | A    | A            | A            | Q1*          | Q1*  | 1R           | CF           | 2R           | Q2*   | A            | 1R           | 1R           | 1R   |              |              | 0       | 5-9*   |
| París | A    | A            | A            | Q1*          | Q1*  | A            | A            | 2R           | 1R*   | Q1*          | 1R           | 1R           | A    |              |              | 0       | 3-7*   |
| Total | 0-0  | 2-1*         | 3-1*         | 7-7*         | 1-5* | 2-7*         | 11-6         | 5-8          | 10-6* | 0-2*         | 6-7          | 3-6          | 3-6  | 2-3*         | 0            | 55–65*  |        |
| Leyenda: G:Ganador; F:Finalista; SF:Semifinalista; CF:Cuartos de final; R:Ronda; A:Ausente. * Incluye fases previas |      |              |              |              |      |              |              |              |       |              |              |              |      |              |              |         |        |

## Victorias ante jugadores Top 10
| Temporada | 2005 | 2006 | 2007 | 2008 | 2009 | 2010 | 2011 | 2012 | 2013 | 2014 | 2015 | Total |
| Victorias | 1    | 1    | 0    | 0    | 1    | 4    | 0    | 1    | 1    | 2    | 1    | 12    |

| #    | Jugador            | Rank | Torneo                                     | Superficie    | Rd   | Resultado          |
| 2005 | 2005               | 2005 | 2005                                       | 2005          | 2005 | 2005               |
| ---- | ------------------ | ---- | ------------------------------------------ | ------------- | ---- | ------------------ |
| 1.   | Carlos Moyá        | 5    | Abierto de Australia, Melbourne, Australia | Dura          | 1R   | 7–5, 6–3, 3–6, 6–3 |
| 2006 |                    |      |                                            |               |      |                    |
| 2.   | Andre Agassi       | 9    | Delray Beach, Estados Unidos               | Dura          | CF   | 6–4, 6–2           |
| 2009 |                    |      |                                            |               |      |                    |
| 3.   | Fernando Verdasco  | 10   | Cincinnati, Estados Unidos                 | Dura          | 1R   | 7–6(7–4), 7–6(7–4) |
| 2010 |                    |      |                                            |               |      |                    |
| 4.   | Marin Čilić        | 9    | Indian Wells, Estados Unidos               | Dura          | 2R   | 7–6(7–1), 6–0      |
| 5.   | Jo-Wilfried Tsonga | 10   | Madrid, España                             | Tierra batida | 2R   | 6–2, retirado      |
| 6.   | Rafael Nadal       | 1    | Bangkok, Tailandia                         | Dura (i)      | SF   | 2–6, 7–6(7–3), 6–3 |
| 7.   | Tomáš Berdych      | 7    | Shanghái, China                            | Dura          | 3R   | 7–6(7–4), 6–3      |
| 2012 |                    |      |                                            |               |      |                    |
| 8.   | Andy Murray        | 4    | Indian Wells, Estados Unidos               | Dura          | 2R   | 7–6(7–4), 6–3      |
| 2013 |                    |      |                                            |               |      |                    |
| 9.   | Janko Tipsarević   | 10   | Bucarest, Rumanía                          | Tierra batida | CF   | 6–3, 3–6, 6–4      |
| 2014 |                    |      |                                            |               |      |                    |
| 10.  | Tomáš Berdych      | 5    | Montecarlo, Mónaco                         | Tierra batida | 3R   | 4–6, 6–3, 6–1      |
| 11.  | Stan Wawrinka      | 3    | Roland Garros, París, Francia              | Tierra batida | 1R   | 6–4, 5–7, 6–2, 6–0 |
| 2015 |                    |      |                                            |               |      |                    |
| 12.  | Marin Čilić        | 10   | Roma, Italia                               | Tierra batida | 1R   | 6–4, 6–3           |

## ATP Challenger Tour

### Individuales
| N.º | Fecha      | Torneo                     | Superficie    | Oponente en la final | Resultado      |
| --- | ---------- | -------------------------- | ------------- | -------------------- | -------------- |
| 1.  | 10.07.2006 | Challenger de Scheveningen | Tierra batida | Albert Montañés      | 0–6, 6–3, 6–4  |
| 2.  | 05.11.2007 | Challenger de Túnez        | Tierra batida | Michael Lammer       | 6–4, 7–63      |
| 3.  | 23.07.2017 | Challenger de Scheveningen | Tierra batida | Ruben Bemelmans      | 6–1, 6–73, 6-2 |
| 4.  | 14.10.2017 | Challenger de Tashkent     | Dura          | Kamil Majchrzak      | 6–1, 7–61      |

### Dobles
| N.º | Fecha      | Torneo                     | Superficie    | Pareja           | Oponentes en la final               | Resultado        |
| --- | ---------- | -------------------------- | ------------- | ---------------- | ----------------------------------- | ---------------- |
| 1.  | 16.07.2006 | Challenger de Scheveningen | Tierra batida | Salvador Navarro | Marc Gicquel Édouard Roger-Vasselin | 6-4, 0-6, [11-9] |
| 2.  | 10.05.2008 | Challenger de Rabat        | Tierra batida | Mariano Hood     | Marc Fornell-Mestres Caio Zampieri  | 6-3, 6-2         |

## Títulos no ATP
- Listado de títulos en torneos y exhibiciones no pertenecientes a la ATP (Asociación de Tenistas profesionales) y por tanto no puntuables para el ranking ATP.

### Ganados (4)
| N.º | Año  | Torneo                                  | Oponente en la final | Resultado     |
| 1.  | 2006 | Trofeo Internacional Ciudad de Albacete | Juan Carlos Ferrero  | 3-6,6-3,6-3   |
| 2.  | 2009 | Trofeo Internacional Ciudad de Albacete | Nicolás Almagro      | 7-64, 6-3     |
| 3.  | 2011 | Trofeo Internacional Ciudad de Albacete | Daniel Monedero      | 7-62, 6-2     |
| 4.  | 2015 | Copa del Rey de TUenis                  | Albert Montañés      | 6-4, 3-6, 6-3 |

### Finalista (1)
| N.º | Año  | Torneo                                  | Oponente en la final |
| 1.  | 2005 | Trofeo Internacional Ciudad de Albacete | David Ferrer         |